# James while John had had had had had had had had had had had a better effect on the teacher
James, while John had had "had", had had "had had"; "had had" had had a better effect on the teacher.(제임스 와일 존 해드 해드 해드 해드 해드 해드 해드 해드 해드 해드 해드 어 베터 이펙트 온 더 티철)은 영어 문법을 이용한 긴 문장이다. 'had'가 11번 연속으로 쓰여 문법적 오류가 있다고 생각될 수도 있지만, 도치를 하고 의미를 조금 바꾸면 문법적으로 맞는 문장인 것을 확인할 수 있다.

## 해석
James, while John had had "had", had had "had had"; "had had" had had a better effect on the teacher.

(존은 "had"를 가지고 있었던 반면, 제임스는 "had had"를 가지고 있었다. "had had"는 교사에게 더 큰 영향을 주었다.)

어순이나 단어를 조금 바꾸어 비슷한 문장으로 만든다면, 의미를 더욱 쉽게 해석할 수 있다.
While John had used "had", James had used "had had".
The teacher had preferred "had had".

(존은 "had"를 사용했던 반면, 제임스는 "had had"를 사용했다. 교사는 "had had"를 더 선호했다.)

## 같이 보기
- Buffalo buffalo Buffalo buffalo buffalo buffalo Buffalo buffalo
- That that is is that that is not is not is that it it is